# 浜田吉治郎
浜田 吉治郎（はまだ よしじろう、男性、1942年10月25日 - 2013年9月22日）は、日本の元アマチュアボクシング選手、指導者。東京オリンピック日本代表。元近畿大学ボクシング部総監督。
愛媛県松山市出身。
新田高校から近畿大学に進み、全日本選手権優勝。東京オリンピックにウェルター級で出場、準々決勝に進出も、金メダルを獲得したマリアン・カスプルシクに敗れる。
引退後は近大ボクシング部でコーチ、後に総監督として現総監督の赤井英和やWBA世界スーパーフライ級王者名城信男らを指導、同部が不祥事で一時廃部になる2009年まで指導の場に立った。
2013年9月22日午前6時8分、心不全のため奈良県北葛城郡河合町の自宅で死去。70歳没。